# UTC+07:00

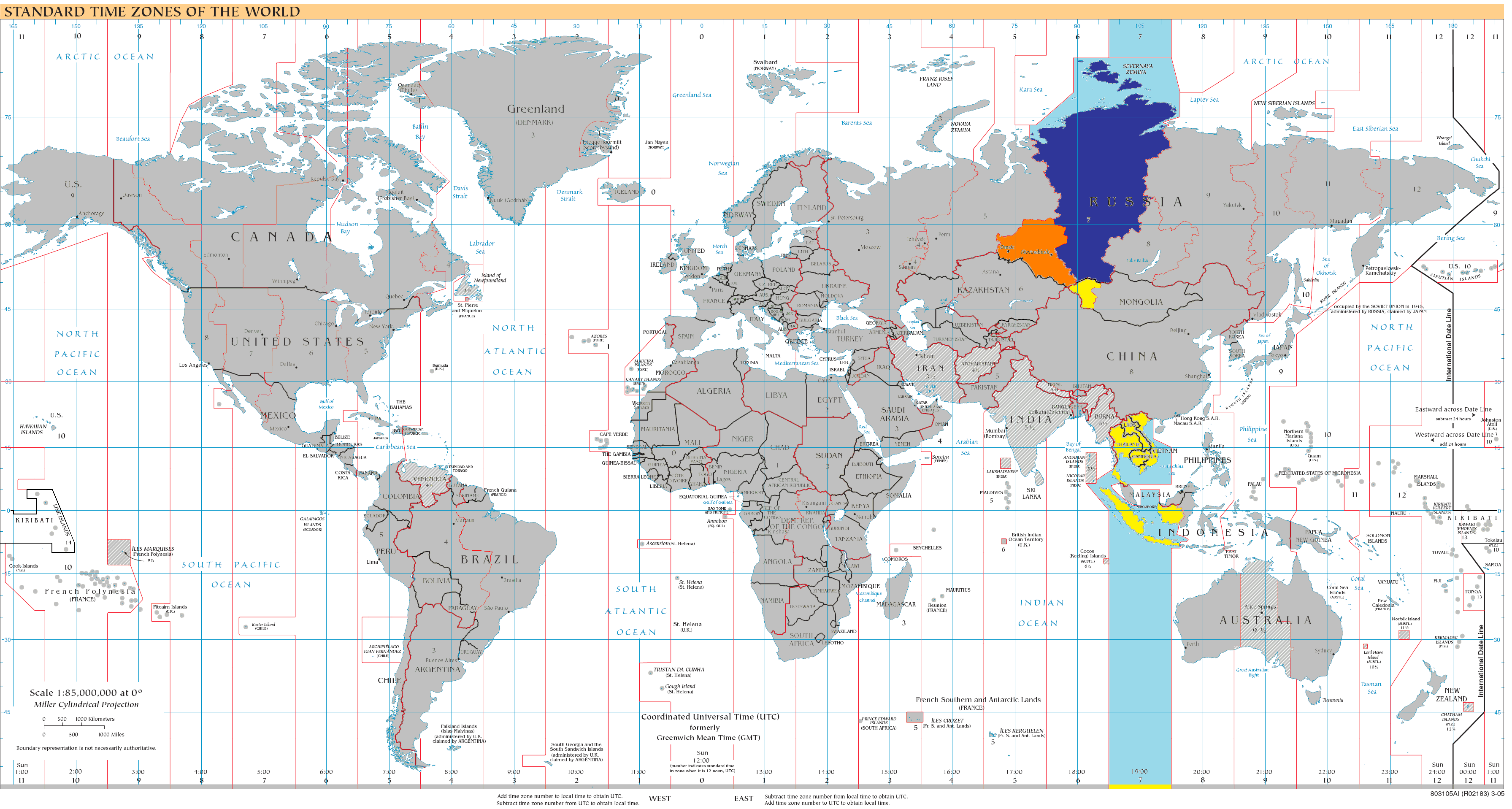
Mapa mundial de husos horarios a partir de 2008, en la Proyección Cilíndrica de Miller y con la zona UTC+7 resaltada.

UTC+07:00 es el decimotercer huso horario del planeta cuya ubicación geográfica se encuentra en el meridiano 105 este. Aquellos países que se rigen por este huso horario se encuentran 7 horas por delante del meridiano de Greenwich.

## Hemisferio norte

### Países que se rigen por UTC+07:00 todo el año
| Abreviatura | Nombre Completo                                       | País |
| ----------- | ----------------------------------------------------- | --- |
| HOVT        | Hora de Hovd (Hovd Time)                              | Mongolia - Provincia de Bayan-Ölgiy - Provincia de Govi-Altay - Provincia de Hovd - Provincia de Uvs - Provincia de Zavhan |
| ICT         | Hora de Indochina (Indochina Time)                    | Camboya Laos Tailandia Vietnam                                                                                             |
| KRAT        | Hora de Krasnoyarsk (Krasnoyarsk Time)                | Rusia - Óblast de Kémerovo - República de Jakasia - Krai de Krasnodar - República de Tuvá                                  |
| NOVT        | Hora de Novosibirsk (Novosibirsk Time)                | Rusia - Oblast de Novosibirsk - Óblast de Tomsk                                                                            |
| WIIB        | Hora del Oeste de Indonesia (Western Indonesian Time) | Indonesia - Provincia de Borneo Occidental (Norte) - Sumatra (Norte)                                                       |

## Hemisferio sur

### Países que se rigen por UTC+07:00 todo el año
| Abreviatura | Nombre Completo                                       | País                                                                                                  |
| ----------- | ----------------------------------------------------- | --- |
| CXT         | Hora de la Isla de Navidad (Christmas Island Time)    | Australia - Isla de Navidad                                                                           |
| DAVT        | Hora de Davis (Davis Time)                            | Antártida - Base Davis                                                                                |
| WIIB        | Hora del Oeste de Indonesia (Western Indonesian Time) | Indonesia - Java - Provincia de Borneo Occidental (Sur) - Provincia de Borneo Central - Sumatra (Sur) |